# Muning Agung
Muning Agung is een bestuurslaag in het regentschap Lebong van de provincie Bengkulu, Indonesië. Muning Agung telt 637 inwoners (volkstelling 2010).